# Cristina Nicolau
Cristina Elena Nicolau (n. 9 august 1977, București, România – d. 5 decembrie 2017, București, România) a fost o triplusaltistă română. 

## Carieră
A fost medaliată cu argint la Campionatul Mondial de Juniori din 1996. A câștigat de două ori medalia de aur la Campionatul European de Tineret (în 1997 și 1999). În anul 2000 a câștigat medalia de argint la Campionatul European în sală. S-a clasat pe locul șase la Jocurile Olimpice de la Sydney.
A fost de două ori campioană națională la triplusalt (1999, 2001) și de trei ori la săritură în lungime (1996, 1999, 2001). Este deținătoarea a recordului național la triplusalt în sală (14,94 m).
În 2004 a fost decorată cu Medalia „Meritul Sportiv” clasa I.

## Realizări
| An   | Competiție                      | Locație   | Loc | Note     |
| ---- | ------------------------------- | --------- | --- | -------- |
| 1996 | Campionatul European în sală    | Stockholm | 8   | 13,68 m  |
| 1996 | Campionatul Mondial de Juniori  | Sydney    | 2   | 13,64 m  |
| 1997 | Campionatul Mondial în sală     | Paris     | 10  | 13,94 m  |
| 1997 | Campionatul European de Tineret | Turku     | 1   | 14,22 m  |
| 1998 | Campionatul European în sală    | Valencia  | 7   | 14,12 m  |
| 1999 | Campionatul European de Tineret | Göteborg  | 1   | 14,70 m  |
| 1999 | Campionatul Mondial             | Sevilla   | 8   | 14,38 m  |
| 2000 | Campionatul European în sală    | Gent      | 2   | 14,63, m |
| 2000 | Jocurile Olimpice               | Sydney    | 6   | 14,63 m  |
| 2001 | Campionatul Mondial în sală     | Lisabona  | 6   | 14,05 m  |
| 2001 | Campionatul Mondial             | Edmonton  | 6   | 14,17 m  |
| 2002 | Campionatul European în sală    | Viena     | 5   | 14,11 m  |
| 2002 | Campionatul European            | München   | 5   | 14,39 m  |